# High on Fire
O High on Fire é uma banda de stoner metal de San Francisco, Estados Unidos. O som da banda é uma mistura de influências, passando por bandas como Venom, Motörhead e Black Sabbath até de compositores como Beethoven. O guitarrista Matt Pike também tocou na cultuada banda de Doom Metal, Sleep.

## História
A banda foi criado por Matt Pike em 1998, junto com o baterista Des Kensel e o baixista George Rice (que chegou a ser cogitado como vocalista). O primeiro lançamento da banda foi o álbum The Art of Self Defense, lançado pelo selo 12th Records, e mais tarde relançado pelo gravadora Man's Ruin (e mais tarde relançado novamente pelo selo Tee Pee Records). Após esse lançamento a banda assina com a gravadora Relapse Records e lança em 2002 o álbum Surrounded by Thieves. No mesmo ano, a banda tem uma grande divulgação saindo na trilha sonora do jogo de videogame, Tony Hawk's Underground. Após uma longa turnê de divulgação do álbum, o baixista George Rice sai da banda. Em 2005, começa a ser feito o álbum Blessed Black Wings (mixado por Steve Albini), escrito apenas por Matt Pike &  Des Kensel. Nas gravações desse álbum, é chamado o baixista Joe Preston (ex-The Melvins/Thrones), ficando também para as turnês de divulgação. Após um ano mais ou menos, a banda perde outro baixista (rumores dizem que a sua saída foi pelos excessos pós-show dos outros integrantes). Para terminar a turnê, é chamado o baixista da banda Zeke, Jeff Matz. Em 2006, o baixista ainda toca temporiariamente com o High on Fire.
Em agosto de 2009, Matt Pike entrou em estúdio na cidade de Los Angeles com o produtor Greg Fidelman (Metallica, Slayer, Johnny Cash) para produzir seu novo álbum, Snakes For The Divine. O disco, o quinto da carreira do trio, está previsto para ser lançado em março de 2010. No primeiro semestre de 2010, a banda fará uma turnê com o Converge e o Mastodon pelos Estados Unidos. O High On Fire saiu da gravadora Relapse, para ir para a internacional Koch Records.
Em outubro de 2018 é lançado Electric Messiah, oitavo álbum de estúdio da banda.

## Membros
- Matt Pike (vocal & guitarra)
- Jeff Matz (baixo)
- Des Kensel (bateria)

### Ex-membros
- George Rice (baixo)
- Joe Preston (baixo)

## Discografia

### EP
- High On Fire (1999)

### Álbuns completos
- The Art of Self-Defense (2000/2001)
- Surrounded by Thieves (2002)
- Blessed Black Wings (2005)
- Death Is This Communion (2007)
- Snakes For The Divine (2010)
- De Vermis Mysteriis (2012)
- Electric Messiah (2018)

### Ao vivo
- Live from the Relapse Contamination Festival (2004)

### Coletâneas
- T.V Eye (vídeo/2000)
- We Reach: The Music Of The Melvins (2005)
- MTV2 Headbangers Ball: The Revenge has arrived (2006)

### Oficiais
- «High on Fire» (em inglês). Site Oficial
- «High on Fire» (em inglês). site da Relapse Records
- «High on Fire» (em inglês). no site da Koch Records
- (em português) High on Fire no Myspace

### Informações
- (em inglês) High on Fire (em inglês) no AllMusic
- (em inglês) High on Fire (em inglês) no Discogs
- (em inglês) Discografia de High on Fire no MusicBrainz
- (em português) High on Fire no Last.fm

### Entrevistas
- «StonerRock: "A man who needs no introduction... Matt Pike..."» (em inglês)
- «Lambgoat: "High On Fire interview"» (em inglês)
- «HardKern: "Interview mit High on Fire"» (em inglês)